# San Marino címere
San Marino címere egy kék színű, aranykeretes, szív alakú pajzs, amelyen a Monte Titano három csúcsát ábrázolták zöld színnel, rajtuk egy-egy torony látható, azokból pedig fehér strucctollak nőnek ki. A pajzs felett egy hercegi koronát helyeztek el, ami nem a monarchiát, hanem a szuverenitást jelképezi. Két oldalt babér- és tölgyfaágak díszítik a pajzsot, alul egy fehér szalagon az ország mottója olvasható: „Libertas” (Szabadság).